# Germano Augusto Lepper
Germano Augusto Lepper (Glückstadt, 3 de julho de 1842 — Joinville, 22 de junho de 1930) foi um militar e político teuto-brasileiro.
Filho de Moritz Heinrich Lepper e de Sofia Jaehnert Lepper.
Foi tenente da 2ª Companhia da 2ª Seção do Batalhão de Infantaria da Guarna Nacional de Joinville.
Lepper foi deputado à Assembleia Legislativa Provincial de Santa Catarina na 24ª legislatura (1882 — 1883) e na 26ª legislatura (1886 — 1887) e deputado ao Congresso Representativo do Estado na 4ª legislatura (1901 — 1903).
Em Joinville, Lepper foi vereador em duas ocasiões: Na 3ª Legislatura Monárquica (1877-1881), por cerca de um mês e na 5ª Legislatura Monárquica (1883-1887).